# Arthur Scammell
 (septembre 2022).
Arthur Reginald Scammell (également connu sous le nom d'Art Scimmel) était un chanteur, écrivain, poète et enseignant né le 12 février 1913 à Change Islands dans la province de Terre-Neuve-et-Labrador au Canada et décédé dans sa capitale St. John's le 28 août 1995. 

## Biographie
À l'âge de seulement quinze ans, il compose sa pièce la plus connue, une ode à la mer et aux marins de sa province natale qui s'intitule Squid Jiggin' Ground qui est intronisée au Panthéon des auteurs et compositeurs canadiens en 2011. Enregistrée professionnellement pour la toute première fois en 1943 à Montréal où il enseigne, ladite chansons et plusieurs autres compositions de la même année constituent les premiers enregistrements spécifiquement réalisés pour le marché terre-neuvien. En 1987, Arthur Reginald Scammell fut nommé Officier de l'Ordre du Canada en honneur de ses chansons, poèmes, récits et plusieurs recherches. Aujourd'hui, Le Newfoundland and Labrador Arts Council offre un prix littéraire en son honneur et une école de son village natal porte son nom.